# Mauro Santambrogio
Mauro Santambrogio (Erba, 1984. október 7. –) olasz profi kerékpáros. 2015-ben visszavonult a versenyzéstől.

## Eredményei
2004
2. - Tour du Lac Léman
5. - Stausee Rundfahrt
5. - GP Industria
8. - GP Costa degli Etruschi
2005
1. - GP Knorr
3. - Giro del Mendrisiotto
3. - Mediterrán Játékok - Mezőnyverseny 
5. - Memorial Cimurri
7. - Coppa Sabatini
8. - Coppa Placci
9. - Trofeo Laigueglia
2008
3. - Giro della Provincia di Grosseto
2009
1. - Tre Valli Varesine
2. - Coppa Agostoni
6. - GP Industria
9. - GP dell'Insubria
2010
2. - Coppa Agostoni
6. - GP Ouest France-Plouay
8. - Tre Valli Varesine
8. - Giro di Lombardia
2011
2. - Giro della Toscana
2., - Olasz országúti bajnokság - Mezőnyverseny
6., összetettben - Österreich-Rundfahrt
2012
4. - Giro di Lombardia
6. - Clásica San Sebastián
6. - GP di Lugano
6. - Gran Piemonte

## Grand Tour eredményei
| Grand Tour | 2008    | 2009 | 2010    | 2011 | 2012 | 2013 |
| ---------- | ------- | ---- | ------- | ---- | ---- | ---- |
| Giro       | feladta | -    | feladta | -    | 86.  |      |
| Tour       | -       | 131. | feladta | -    | -    |      |
| Vuelta     | 121.    | -    | -       | 88.  | 58.  |      |